# Amir Khautiyevich Bazhev
Bản mẫu:Eastern Slavic name
Amir Khautiyevich Bazhev (tiếng Nga: Амир Хаутиевич Бажев; sinh ngày 15 tháng 10 năm 1988) là một cầu thủ bóng đá người Nga thi đấu cho F.K. Luch-Energiya Vladivostok.

## Sự nghiệp câu lạc bộ
Anh ra mắt chuyên nghiệp tại Russian First Division năm 2007 cho F.K. Spartak-MZhK Ryazan. Anh thi đấu in one Cúp quốc gia Nga game for the maở F.K. Spartak Moskva squad.